# Радой Козаров
Радой Тодоров Козаров (Радой Тодоров Михайлов) е български юрист, общественик и народен представител.

## Биография
Роден е на 15 октомври (27 октомври по стар стил) 1856, с. Благоево, Разградско. Израства в многолюдното семейство на Тодор Михайлов (1816–1878) и Пена Радоева Козарева (1815–1908) - има трима братя: Михаил, Иван и Петко, и три сестри: Дона, Вела и Милка. Първоначално учи в родното си село, а после в Разград и Шумен. Първоначално става контрольор по описването на земеделските произведения в Разградското окръжно управление (1881); после писар в Разградското общинско управление (1882); писар в Поповското мирово съдилище (1883); секретар на Поповското околийско управление (1885–1887, 1894–1899); финансов агент; околийски началник в Исперих (1899–1900), Попово (1900–1901); адвокат и пом.-адвокат в Попово 1902–1907, търговец на зърнени храни (1912).
Избран е за народен представител в XVI и XVII ОНС. Член на Шуменския окръжен съвет (1905).
Радой Козаров е един от създателите на Поповското читалище и негов председател. Участва като младши унтер офицер в Сръбско-българската, а после и в Балканските войни. Носител на орден „За храброст“ (1885).
Активно участва в значими за Попово инициативи: прекарване на жп линията София–Варна през града, построяване на параклиса в Градската градина, строеж на нова църква, откриване на гимназия.